# Okresní soud v Mladé Boleslavi
Okresní soud v Mladé Boleslavi je okresní soud se sídlem v Mladé Boleslavi, jehož odvolacím soudem je Krajský soud v Praze. Rozhoduje jako soud prvního stupně ve všech trestních a civilních věcech, ledaže jde o specializovanou agendu (nejzávažnější trestné činy, insolvenční řízení, spory ve věcech obchodních korporací, hospodářské soutěže, duševního vlastnictví apod.), která je svěřena krajskému soudu.

## Budova

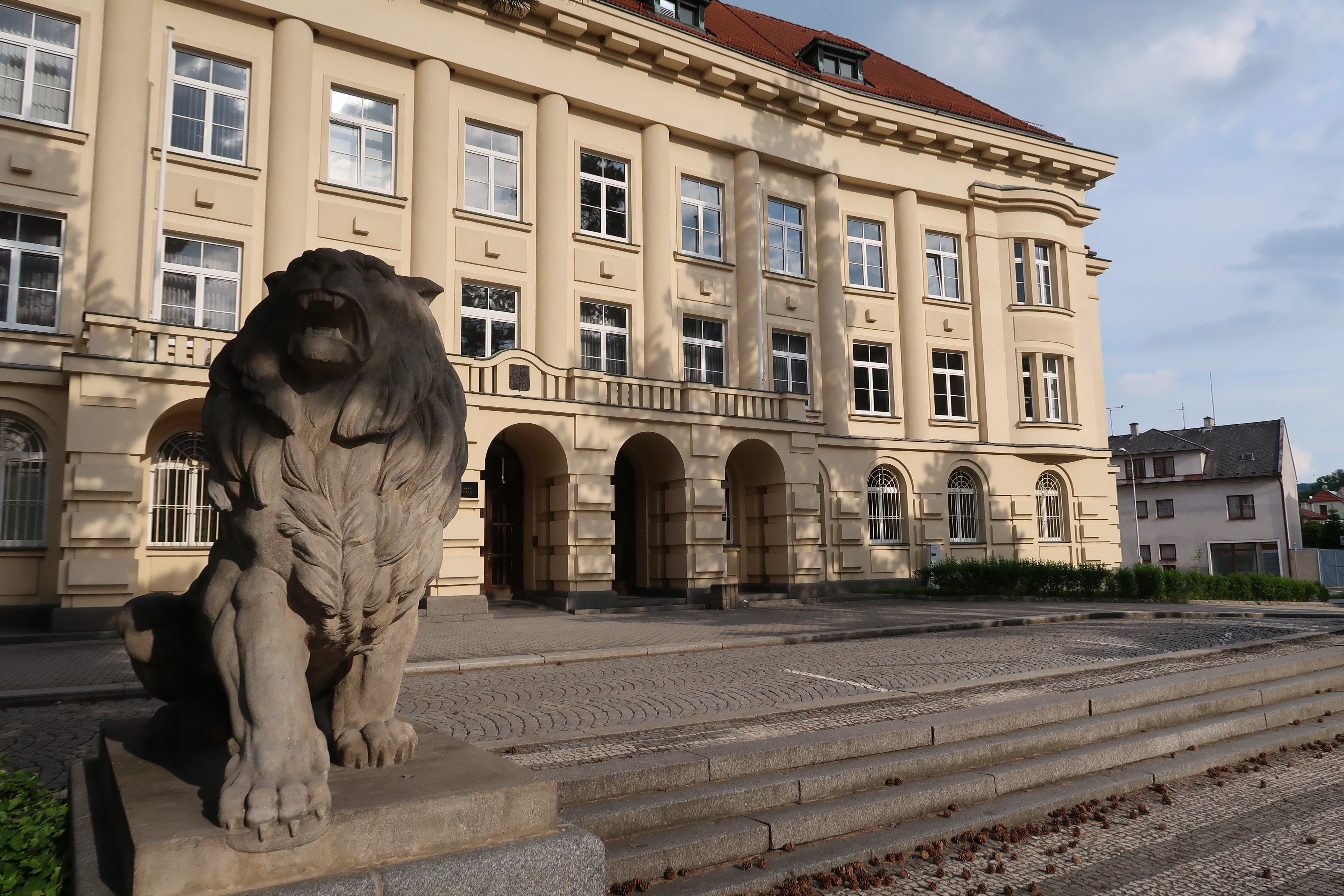
Socha lva před budovou

Soud sídlí v historické budově na náměstí Republiky, která vznikla v roce 1928 podle návrhu architekta Františka Jandy jako sídlo tehdejšího krajského soudu v Mladé Boleslavi, jenž zde působil až do roku 1949. Součástí komplexu je bývalá věznice, kde mohlo do jejího zrušení v roce 1955 přebývat až 240 odsouzených.
Opuštěná věznice v zadním traktu okresního soudu je v soukromých rukou, po roce 2000 slouží jako filmová lokace. Natáčejí v ní české i zahraniční štáby. Pro některé scény využívají i exteriéry, jednací síně a kanceláře samotného okresního soudu. Například roku 2010 vznikaly v kanceláři předsedy soudu některé scény snímku Kajínek. Místnost v něm představovala pracovnu ředitele věznice. Natáčely se zde i filmy Kvaska, Hannibal – Zrození, Prachy dělaj člověka, Obsluhoval jsem anglického krále nebo Hitler: Vzestup zla.

## Soudní obvod

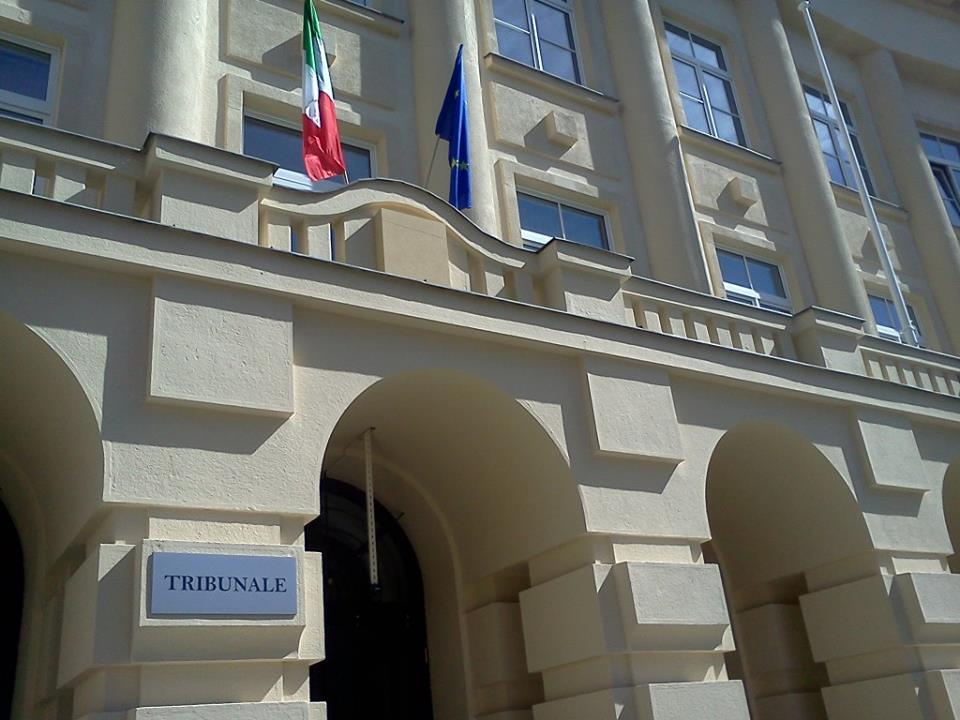
V dubnu 2014 filmaři soud v Mladé Boleslavi přeměnili na italský tribunál. Z průčelí budovy odstranili české nápisy i státní znak.

Obvod Okresního soudu v Mladé Boleslavi se zcela neshoduje s okresem Mladá Boleslav, patří do něj území všech těchto obcí:
Bakov nad Jizerou •
Bělá pod Bezdězem •
Benátky nad Jizerou •
Bezno •
Bílá Hlína •
Bítouchov •
Boreč •
Boseň •
Bradlec •
Branžež •
Brodce •
Březina •
Březno •
Březovice •
Bukovno •
Ctiměřice •
Čachovice •
Čistá •
Dalovice •
Dlouhá Lhota •
Dobrovice •
Dobšín •
Dolní Bousov •
Dolní Krupá •
Dolní Slivno •
Dolní Stakory •
Domousnice •
Doubravička •
Hlavenec •
Horky nad Jizerou •
Horní Bukovina •
Horní Slivno •
Hrdlořezy •
Hrušov •
Husí Lhota •
Charvatce •
Chocnějovice •
Chotětov •
Chudíř •
Jabkenice •
Jivina •
Jizerní Vtelno •
Josefův Důl •
Katusice •
Klášter Hradiště nad Jizerou •
Kluky •
Kněžmost •
Kobylnice •
Kochánky •
Kolomuty •
Koryta •
Kosmonosy •
Kosořice •
Kostelní Hlavno •
Košátky •
Kováň •
Kovanec •
Krásná Ves •
Krnsko •
Kropáčova Vrutice •
Ledce •
Lhotky •
Lipník •
Loukov •
Loukovec •
Luštěnice •
Mečeříž •
Mladá Boleslav •
Mnichovo Hradiště •
Mohelnice nad Jizerou •
Mukařov •
Němčice •
Nemyslovice •
Nepřevázka •
Neveklovice •
Niměřice •
Nová Telib •
Nová Ves u Bakova •
Obrubce •
Obruby •
Pěčice •
Pětikozly •
Petkovy •
Písková Lhota •
Plazy •
Plužná •
Prodašice •
Předměřice nad Jizerou •
Přepeře •
Ptýrov •
Rabakov •
Rohatsko •
Rokytá •
Rokytovec •
Řepov •
Řitonice •
Sedlec •
Semčice •
Sezemice •
Skalsko •
Skorkov •
Smilovice •
Sojovice •
Sovínky •
Strašnov •
Strážiště •
Strenice •
Sudoměř •
Sudovo Hlavno •
Sukorady •
Tuřice •
Ujkovice •
Velké Všelisy •
Veselice •
Vinařice •
Vinec •
Vlkava •
Vrátno •
Všejany •
Zdětín •
Žďár •
Žerčice •
Židněves